# Bošovice
Bošovice (německy Boschowitz) jsou obec v okrese Vyškov v Jihomoravském kraji. Žije zde přibližně 1 300 obyvatel. Nachází se ve Velkopavlovické vinařské podoblasti (viniční tratě: Rozehnálky, Stará hora, Žleby).

## Název
Původní jméno vesnice bylo patrně Bohušovici, což bylo vlastně prvotní pojmenování jejích obyvatel odvozené od osobního jména Bohuš, domácké podoby jmen jako Bohumil či Bohuslav, které znamenalo "Bohušovi lidé". Všechny následující písemné doklady ukazují podobu Bošovice vzniklou buď zkrácením staršího Bohušovice nebo záměnou výchozího osobního jména za Boš, variantu jména Boch, což byla domácká podoba výše uvedených složených jmen.

## Historie
Zřejmě první písemná zmínka o obci pochází z roku 1131, kdy je vesnice asi zmiňována v listině biskupa Jindřicha Zdíka (Bogusouici). Do poloviny 14. století byly Bošovice v držení místních vladyků. Poté následovaly časté změny majitele. Údajně od roku 1530 jsou zmiňovány jako městečko, znak je doložen k roku 1614. V roce 1627 došlo k odkoupení Bošovic rodem Lichtenštejnů, kteří je připojili ke svému ždánickému panství. Jeho součástí zůstaly až do zrušení patrimoniální správy roku 1848. Pošta v obci byla založena 16. dubna 1897.

## Obyvatelstvo

### Struktura
V obci k počátku roku 2016 žilo celkem 1216 obyvatel. Z nich bylo 612 mužů a 604 žen. Průměrný věk obyvatel města dosahoval 39,9 let. Dle Sčítání lidu, domů a bytů, provedeného v roce 2011, žilo v obci 1161 lidí. Nejvíce z nich bylo (17,4 %) obyvatel ve věku od 30 do 39  let. Děti do 14 let věku tvořily 15,8 % obyvatel a senioři nad 70 let úhrnem 7,1 %. Z celkem 977 občanů města starších 15 let mělo vzdělání 43,2 % střední vč. vyučení (bez maturity). Počet vysokoškoláků dosahoval 7,7 % a bez vzdělání bylo naopak 0,1 % obyvatel. Z cenzu dále vyplývá, že ve městě žilo 614 ekonomicky aktivních občanů. Celkem 95 % z nich se řadilo mezi zaměstnané, z nichž 74,8 % patřilo mezi zaměstnance, 2,4 % k zaměstnavatelům a zbytek pracoval na vlastní účet. Oproti tomu celých 44,6 % občanů nebylo ekonomicky aktivní (to jsou například nepracující důchodci či žáci, studenti nebo učni) a zbytek svou ekonomickou aktivitu uvést nechtěl. Úhrnem 449 obyvatel obce (což je 38,7 %), se hlásilo k české národnosti. Dále 380 obyvatel bylo Moravanů a 5 Slováků. Celých 288 obyvatel obce však svou národnost neuvedlo.
Vývoj počtu obyvatel za celou obec i za jeho jednotlivé části uvádí tabulka níže, ve které se zobrazuje i příslušnost jednotlivých částí k obci či následné odtržení.
| Místní části   | Místní části  | 1791 | 1834 | 1869 | 1880 | 1890 | 1900 | 1910 | 1921 | 1930 | 1950 | 1961 | 1970 | 1980 | 1991 | 2001 | 2011 | 2021 |
| -------------- | ------------- | ---- | ---- | ---- | ---- | ---- | ---- | ---- | ---- | ---- | ---- | ---- | ---- | ---- | ---- | ---- | ---- | ---- |
| Počet obyvatel | část Bošovice | 638  | 743  | 904  | 987  | 946  | 981  | 1074 | 1121 | 1207 | 1131 | 1201 | 1105 | 1095 | 1067 | 1073 | 1161 | 1239 |
| Počet domů     | část Bošovice | 129  | 152  | 204  | 207  | 211  | 212  | 215  | 227  | 266  | 301  | 304  | 305  | 312  | 379  | 390  | 437  | 460  |

### Náboženský život
Obec je sídlem římskokatolické farnosti Bošovice. Ta je součástí slavkovského děkanství – Brněnské diecéze v Moravské provincii. Farním kostelem je kostel svatého Stanislava. Místním knězem je administrátor excurrendo, (Otnice) Pavel Buchta, farář. Při censu prováděném v roce 2011 se 334 obyvatel obce (29 %) označilo za věřící. Z tohoto počtu se 247 hlásilo k církvi či náboženské obci, a sice 209 obyvatel k římskokatolické církvi (18 % ze všech obyvatel obce), dále 9 k českobratrským evangelíkům. Úhrnem 283 obyvatel se označilo bez náboženské víry a 544 lidí odmítlo na otázku své náboženské víry odpovědět.

## Obecní správa

### Obecní symboly
Znak a vlajka byly obci uděleny rozhodnutím předsedy Poslanecké sněmovny Parlamentu České republiky dne 7. května 1997.

## Pamětihodnosti
- Farní kostel svatého Stanislava založený kolem roku 1600. Kostel je situován neobvykle ve směru sever-jih.
- Evangelická zvonice
- Tvrz Bošovice – pozdně gotická dvoukřídlá stavba s věží z přelomu 15. a 16. století, rozšířená koncem 16. století.
- Papouščí zoologická zahrada Bošovice [14] – byla otevřena v roce 2005, v roce 2016 do ní přibylo čtrnáct nových druhů papoušků – mj. nejmenší druhy papoušků na světě: papoušíček brýlatý (Forpus conspicillatus) a  papoušíček vrabčí (Forpus passerinus).[15]

## Galerie

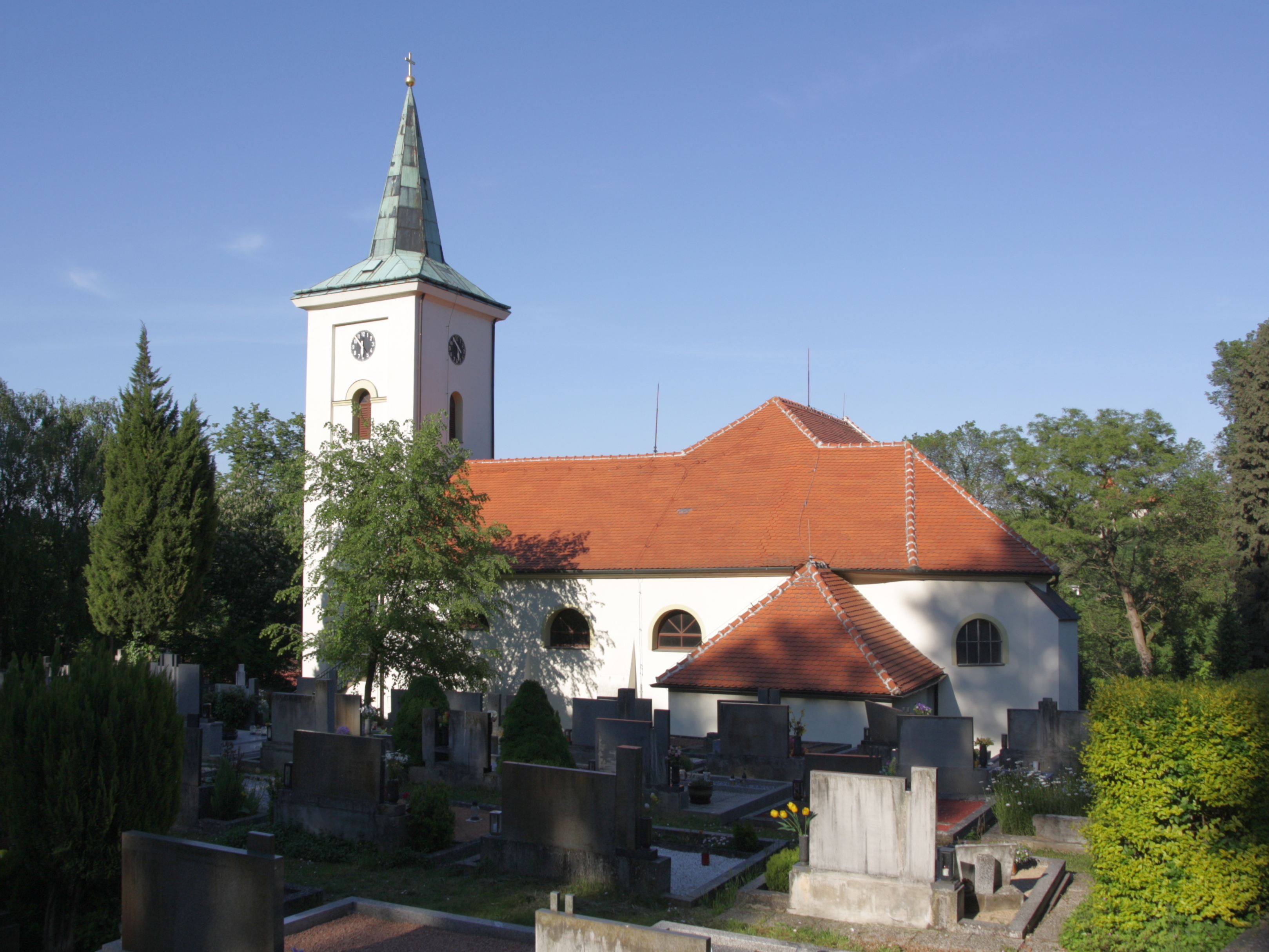
Kostel svatého Stanislava
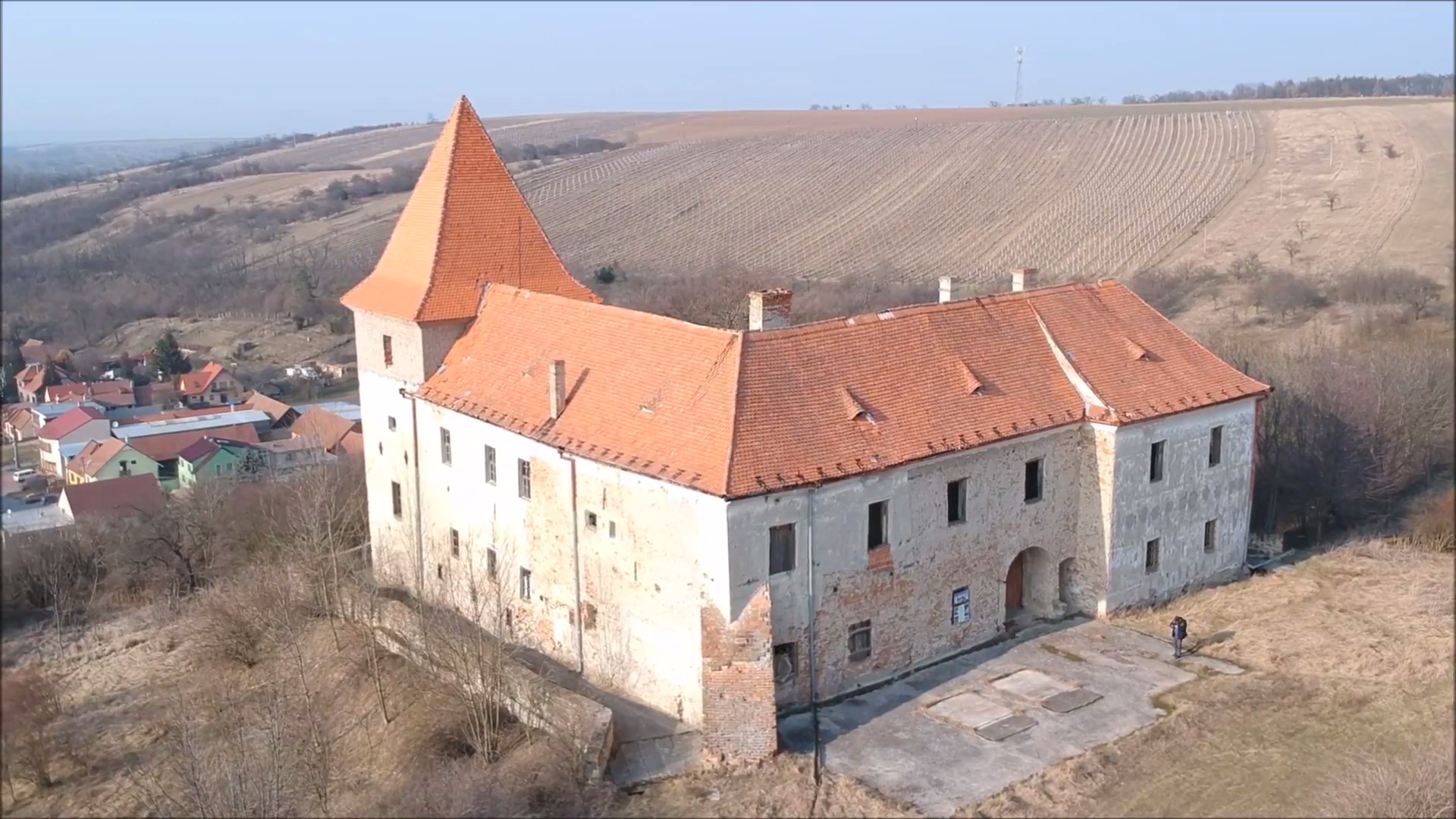
bošovická tvrz
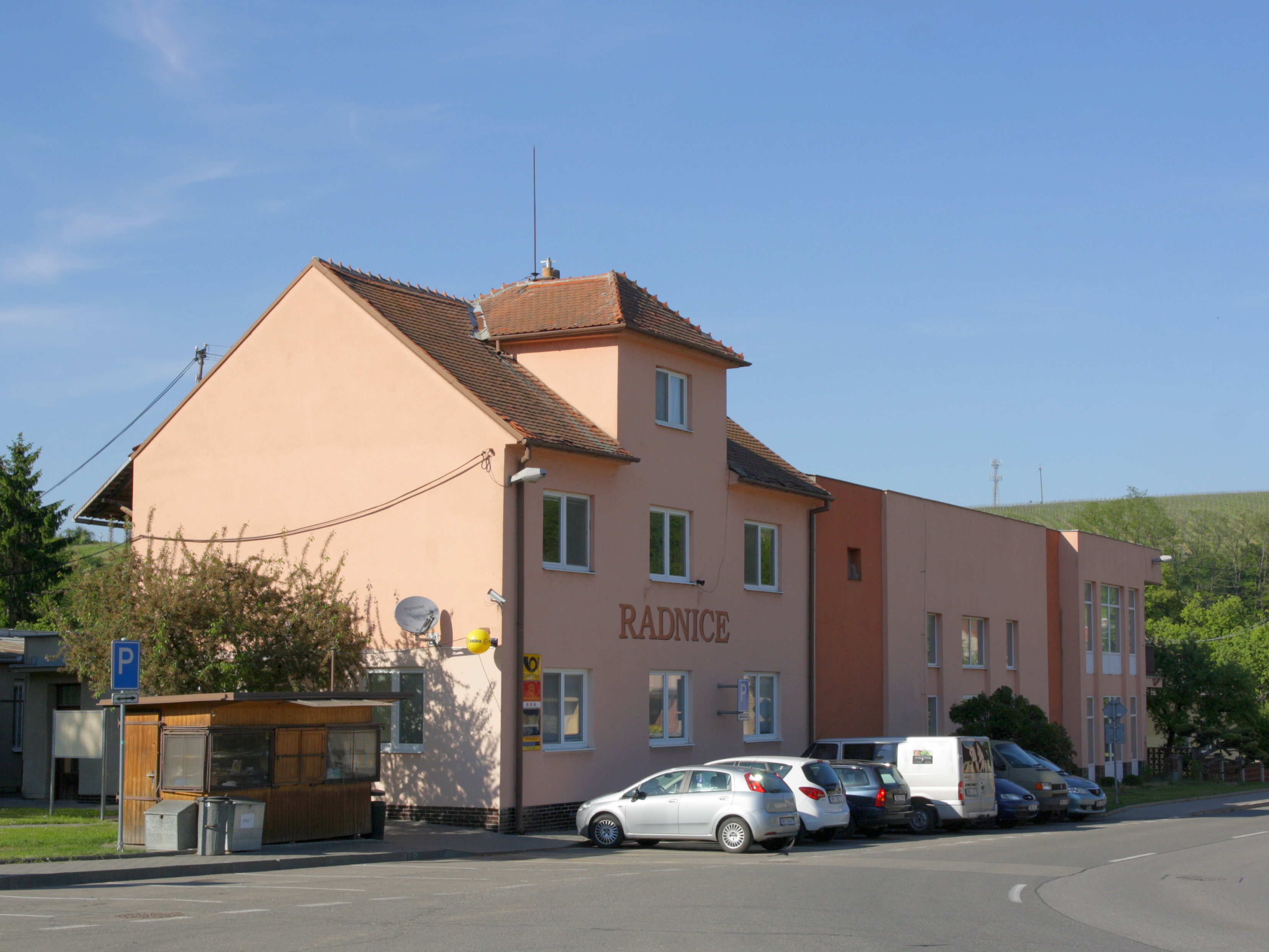
obecní úřad
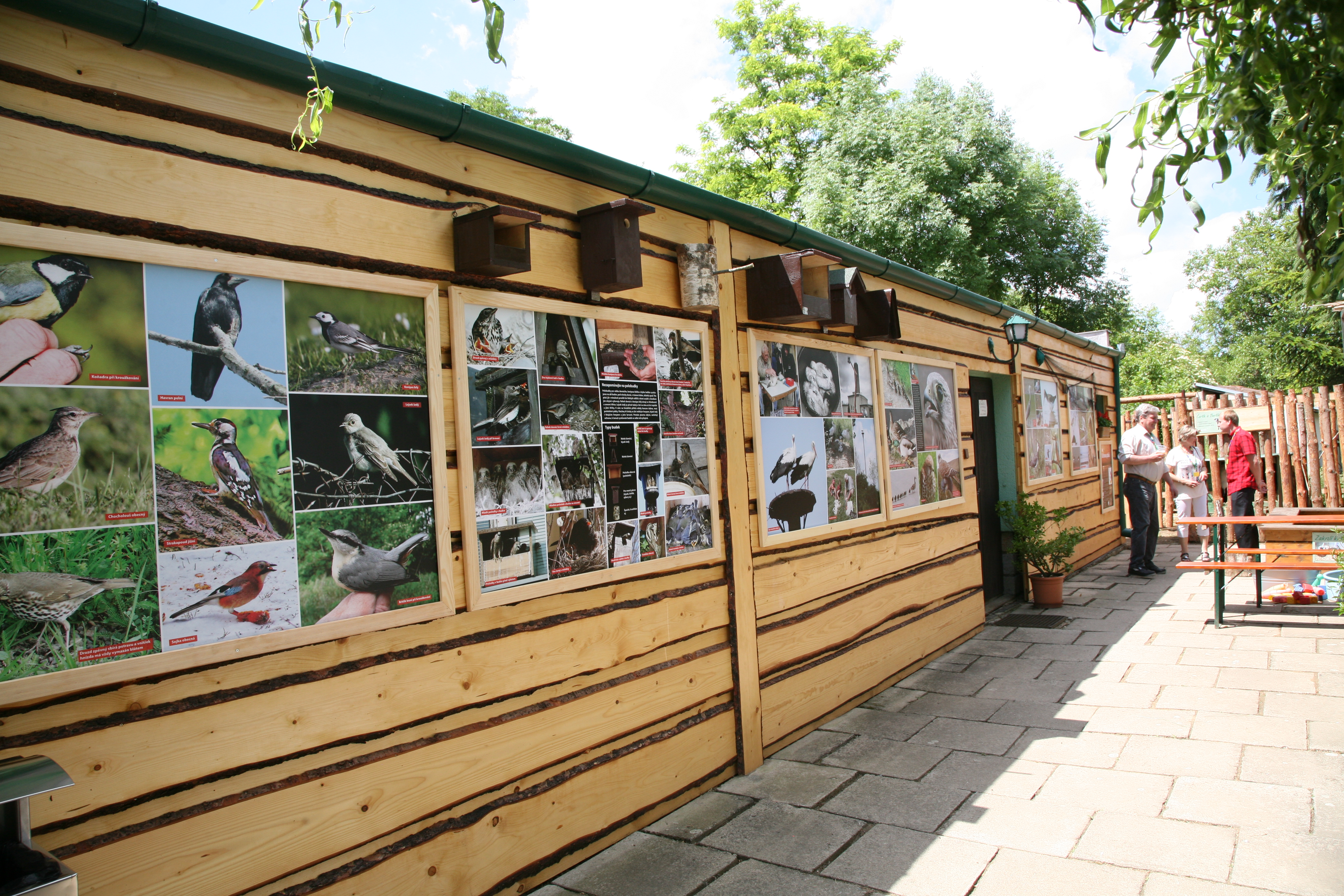
Papouščí zoologická zahrada
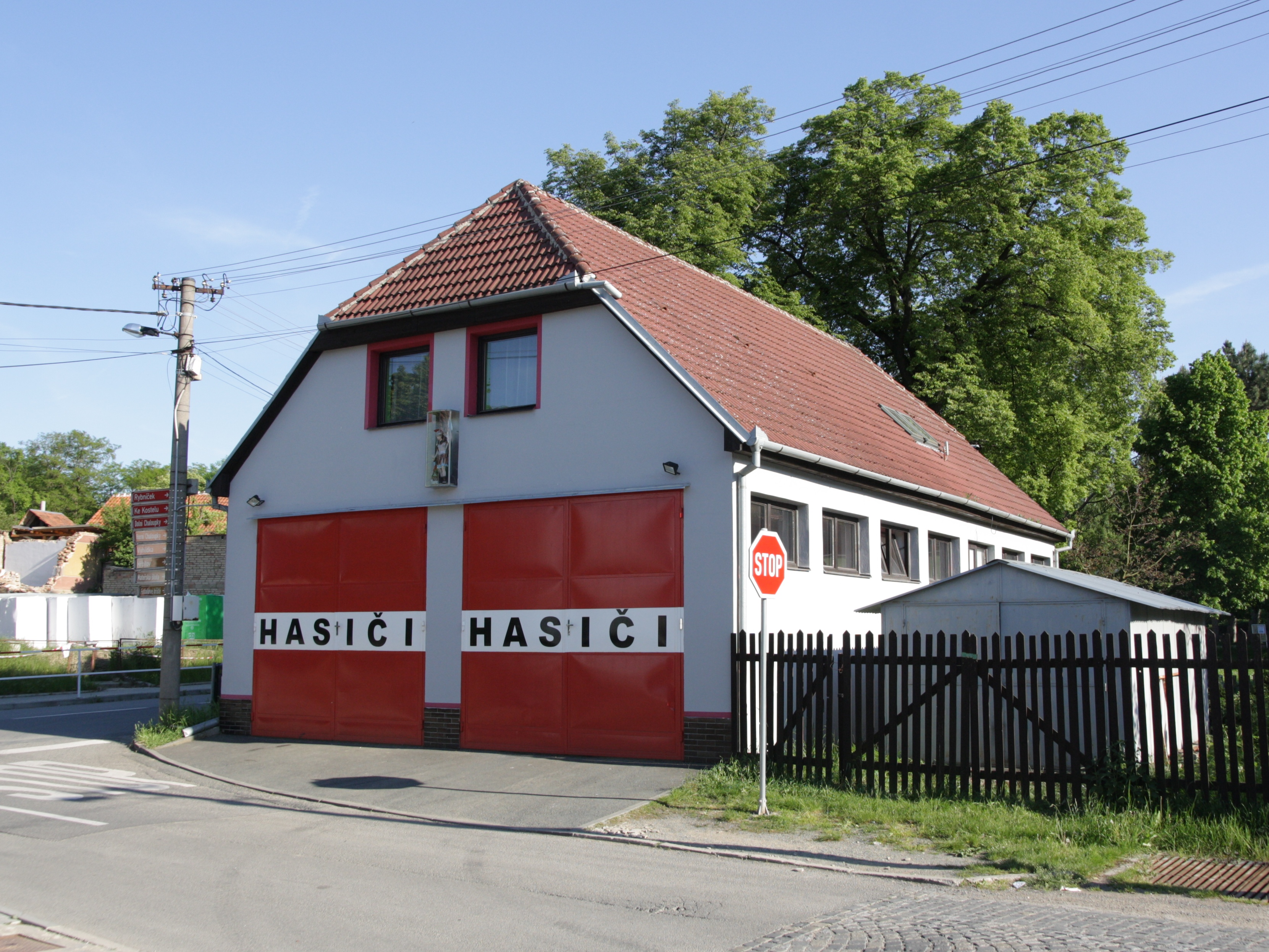
hasičská zbrojnice
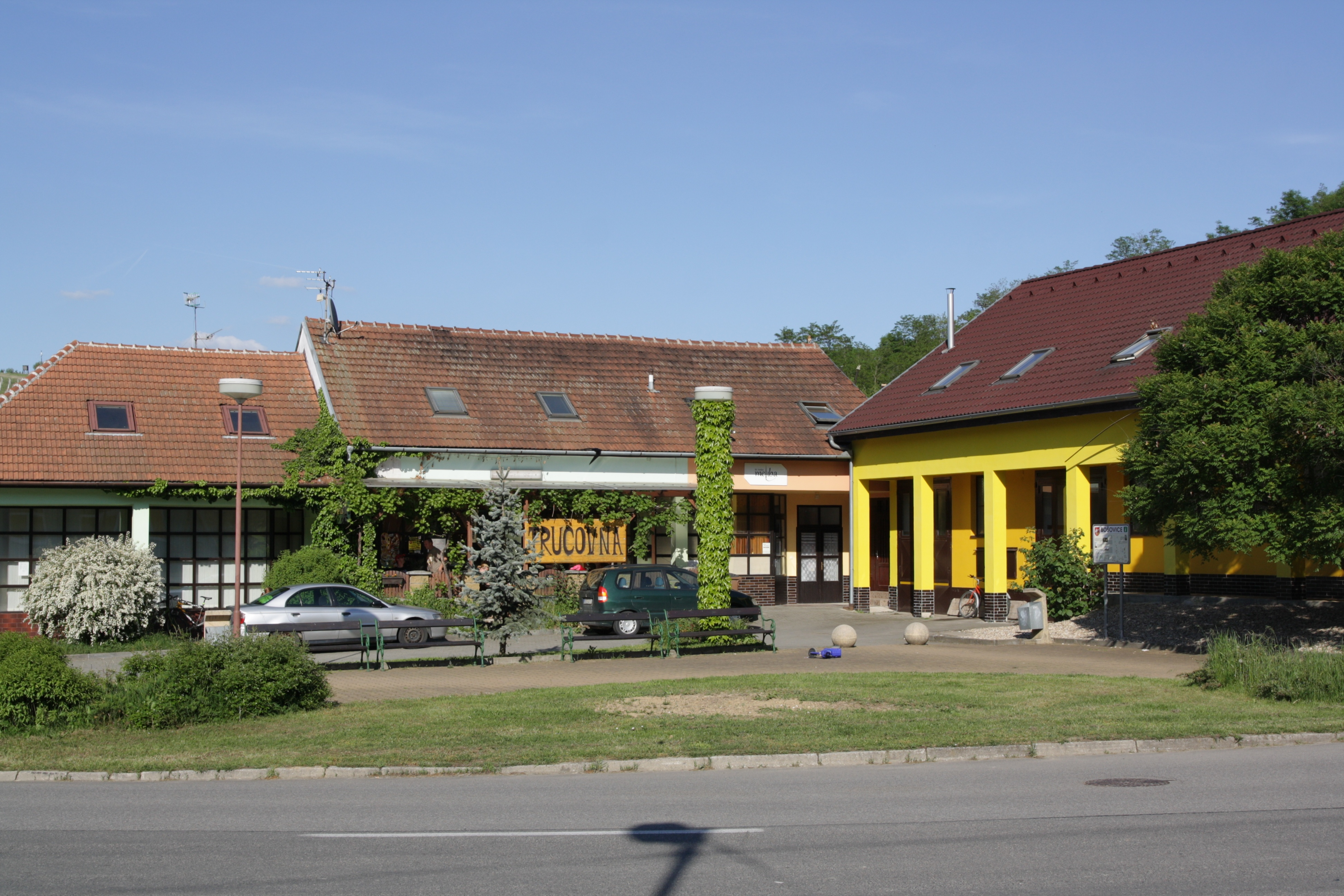
restaurace Trucovna